# Moulins-Engilbert
Moulins-Engilbert – miejscowość i gmina we Francji, w regionie Burgundia-Franche-Comté, w departamencie Nièvre.
Według danych na rok 1990 gminę zamieszkiwało 1711 osób, a gęstość zaludnienia wynosiła 42 osoby/km² (wśród 2044 gmin Burgundii Moulins-Engilbert plasuje się na 121. miejscu pod względem liczby ludności, natomiast pod względem powierzchni na miejscu 70.).